# دوره (دولوگو)

دوره شهری در شهرستان دولوگو در استان بازگا در بورکینافاسوی مرکزی است و جمعیت آن ۶۵۸ نفر است.